# 瀋陽博物館
瀋陽博物館是中華人民共和國遼寧省瀋陽市的一座綜合性博物館，位于沈阳市沈河区，现由沈阳博物院负责管理。2021年12月21日，沈阳博物馆正式开馆。

## 概况
瀋陽博物館建筑面積約2.2萬平方米，共有文物2535余件，馆内展示有遼代金面具、遼白釉黑彩動物紋梅瓶、遼白釉褐彩花卉紋梅瓶、明銅鎏金釋迦牟尼佛坐像、明嘉靖款青花雲龍祥鳳雲鶴紋蓋罐、明宣德爐等文物。博物馆主体建筑曾在2015年前由辽宁省博物馆使用，建筑主体结构近似玉猪龙，后于2017年9月被移交给瀋陽市文化廣電新聞出版局。

## 展览陈列
沈阳博物馆共有3层，其中一层为清文化主题常设展览，展出“宫苑佳器 焕彩凝祥——沈阳故宫藏清宫珐琅器展”及“大器精工——沈阳故宫藏清代宫廷家具展”两个特展，展览文物均来自沈阳故宫，该层同时设置咖啡厅及文创商店。二層為“瀋陽歷史陳列”常设展览，分为沈阳源流、天眷盛京、近代风云三个展厅，展示沈阳历史沿革，同时设置數字化廳及家庭教育中心两项设施。三層設有“人间烟火抚凡心——沈阳博物馆藏明清民窑青花瓷展”常设展览，另设有两个临时展厅。
2022年1月，因受到张氏帅府博物馆及盛京通公司共同发行的“大帅币”公交卡事件波及，二层“近代风云”展厅进行闭馆整修，一层文创商店同时暂停开放。“近代风云”展厅及文创商店经过整修后均恢复对外开放，但前者删除了大量与张作霖和张学良父子相关的历史陈述内容，后者则改为只售卖沈阳博物馆自有文创商品及食品饮料，不再设置盛京通公司纪念卡销售柜台。

## 参观事项

### 开放时间
展馆实行免费开放，但部分临时展览可能会根据实际情况收取参观费用。免费门票及收费临展门票均需在美团等OTA平台进行预约，在当日尚有参观名额的情况下可随时预约，观众最多可提前一周预约参观门票。
开放时间：5月1日—10月10日09:00—17:00（最晚入馆：16:30）；10月11日—次年4月30日09:00—16:30（最晚入馆：16:00），每周一（国家法定假日除外）闭馆。

### 乘车路线
地铁二号线人民广场站C2出入口出站即是。

## 历史
- 2017年9月 - 遼寧省政府決定將原來屬於辽宁省博物馆的建築及綜合業務樓移交給瀋陽市文化廣電新聞出版局，作為瀋陽博物館的館址。[1]

- 2021年12月21日 - 沈阳博物馆开馆。